# Lose Control (chanson de Missy Elliott)
Pour les articles homonymes, voir Lose Control.
Singles de Missy Elliott
"Where Could He Be?"
(2005) Teary Eyed
(2005)
Singles par Ciara
Oh
(2005) Like You
(2005)
Lose Control est une chanson enregistrée par Missy Elliott, Ciara et Fatman Scoop pour le sixième album studio de la rappeuse américaine Missy Elliott, intitulé The Cookbook (2005). Premier single de l'album, il est sorti physiquement le 19 mai 2005.

## Liste des pistes
- 12" single aux États-Unis

1. Lose Control (Jacques Lu Cont Mix) – 7:46
2. Lose Control (Stonebridge Club Mix) – 7:28
3. Lose Control (The Scumfrog Mix) – 7:48
4. Lose Control (Jacques Lu Cont Dub) – 7:25
5. Lose Control (Stonebridge Acapella) – 3:31

## Crédits et personnels
- Marcella Araica – assistant ingénieur
- Chris Brown – assistant ingénieur
- Vadim Chislov – assistant ingénieur
- Paul J. Falcone – mixage audio
- Eric Jensen – assistant ingénieur
- Rayshawn Woolard – assistant ingénieur

Crédits extraits du livret de l'album The Cookbook, Atlantic Records.

## Classement hebdomadaire
| Classement (2005)                       | Meilleure position |
| --------------------------------------- | ------------------ |
| Allemagne (Media Control AG)            | 7                  |
| Australie (ARIA)                        | 7                  |
| Autriche (Ö3 Austria Top 40)            | 70                 |
| Belgique (Flandre Ultratop 50 Singles)  | 24                 |
| Belgique (Wallonie Ultratop 50 Singles) | 29                 |
| Danemark (Tracklisten)                  | 6                  |
| États-Unis (Hot 100)                    | 3                  |
| États-Unis (R&B/Hip-Hop Songs)          | 6                  |
| États-Unis (Pop Airplay)                | 2                  |
| Finlande (Suomen virallinen lista)      | 7                  |
| Irlande (IRMA)                          | 16                 |
| Italie (FIMI)                           | 18                 |
| Nouvelle-Zélande (RMNZ)                 | 2                  |
| Pays-Bas (Single Top 100)               | 24                 |
| Suède (Sverigetopplistan)               | 43                 |
| Royaume-Uni (UK Singles Chart)          | 7                  |
| Suisse (Schweizer Hitparade)            | 21                 |